# Mario Basler
Pour les articles homonymes, voir Basler.
Mario Basler, né le 18 décembre 1968 à Neustadt an der Weinstraße, est un ancien footballeur international allemand, aujourd'hui reconverti en entraîneur. En tant que joueur, il évoluait au poste de milieu de terrain offensif.
Mario Basler évolue dans sa carrière de joueur dans de prestigieux clubs allemands, notamment le FC Kaiserslautern, le Werder Brême, le Bayern Munich, avec lequel il s'incline en finale de la Ligue des champions en 1999. Il fait partie de la sélection allemande championne d'Europe en 1996.

## Biographie

### Joueur
Le 17 juin 1989, Mario Basler dispute son premier match professionnel lors du déplacement du FC Kaiserslautern sur le terrain Bayer Leverkusen (0-1) pour le compte de la 34e journée de Bundesliga. Il n'y fait qu'une seule apparition en championnat avant de rejoindre en 1989 Rot-Weiss Essen, puis deux ans plus tard le Hertha Berlin, deux clubs de deuxième division où il s'impose progressivement comme un joueur notable.
En 1993 il fait son retour en Bundesliga, sous le maillot du Werder Brême. Il y remporte la Coupe d'Allemagne pour sa première année, et atteint la 2e place du championnat la saison suivante, au cours de laquelle il est co-meilleur buteur du championnat avec 20 buts. Il est transféré en 1996 au FC Bayern Munich pour huit millions de DM. Il y remporte le championnat allemand en 1997 et 1999. En 1998 il remporte pour la 2e fois la Coupe, en marquant en finale le but décisif. En 1999, Basler inscrit le premier but de la finale de la Ligue des champions, perdue dans les arrêts de jeu face à Manchester United au Camp Nou (1-2). 
De 1994 à 1998, il est sélectionné en équipe d'Allemagne. Il est du voyage pour la Coupe du monde 1994, où il rentre en jeu lors de la victoire en poule face à la Bolivie. Deux ans plus tard, il est de la sélection victorieuse lors de l'Euro 1996 en Angleterre, mais n'entre pas en jeu pendant la compétition. Redevenu titulaire en 1997, il manque pourtant la Coupe du monde 1998 et honore sa 30e et dernière cape le 18 novembre 1998 face aux Pays-Bas.
Alors que la saison 1999-2000 a démarré, Basler retourne dans son club formateur, le FC Kaiserslautern, avec lequel il atteint en 2001 la demi-finale de la Coupe UEFA (perdue face aux Espagnols du Deportivo Alavés), et en 2003 la finale de la Coupe d'Allemagne, perdue face au Bayern. Il termine sa carrière de joueur sur une dernière pige dans le club qatari d'Al-Rayyan SC, en 2003-2004.
Il laisse l'image d'un joueur très doué mais au caractère difficile et au comportement controversé, détesté par nombre de joueurs et qui n'a pas connu une carrière aussi brillante que son talent aurait pu lui offrir.

### Entraîneur
Dès sa retraite sportive, en 2004, il se reconvertit comme entraîneur. Jusqu'à maintenant sa carrière est restée modeste, Basler n'étant passé que par des clubs de divisions inférieures. Il dirige d'abord le club allemand de Jahn Ratisbonne, en Regionalliga Sud (le 4e échelon du football allemand), d'où il est licencié en septembre 2005. Après deux ans de pause, il retrouve un poste comme entraîneur adjoint d'Uwe Rapolder (en) au TuS Coblence. En septembre 2008, il quitte Coblence pour prendre en charge l'équipe de l'Eintracht Trèves, en Regionalliga Ouest. Il est licencié en février 2010. 
En août 2010 il est recruté par le Wacker Burghausen, en 3. Liga, mais est de nouveau licencié après la relégation du club en fin de saison. En octobre 2011, il signe au Rot-Weiss Oberhausen, autre sociétaire de 3. Liga. Il est de nouveau relégué et démissionne en septembre 2012 après une mauvaise série de résultats.

## Palmarès

### Avec l'équipe d'Allemagne
- 30 sélections et 2 buts entre 1994 et 1998[3]
- Vainqueur de l'Euro 1996

### En club
- Finaliste de la Ligue des Champions en 1999 avec le Bayern Munich
- Champion d'Allemagne en 1997 et 1999 avec le Bayern Munich
- Vainqueur de la Coupe d'Allemagne en 1994 avec le Werder Brême et en 1998 avec le Bayern Munich
- Vainqueur de la Coupe de la Ligue d'Allemagne en 1997, 1998 et 1999 avec le Bayern Munich

## Statistiques
| Saison                | Club                  | Championnat           | Championnat | Championnat | Coupe nationale | Coupe nationale | Coupe de la Ligue | Coupe de la Ligue | Supercoupe | Supercoupe | Compétition(s) continentale(s) | Compétition(s) continentale(s) | Compétition(s) continentale(s) | Sélection | Sélection | Sélection | Total | Total |
| Saison                | Club                  | Division              | M.          | B.          | M.              | B.              | M.                | B.                | M.         | B.         | Comp.                          | M.                             | B.                             | Équipe    | M.        | B.        | M.    | B.    |
| 1988-1989             | 1. FC Kaiserslautern  | Bundesliga            | 1           | 0           | 1               | 0               | -                 | -                 | -          | -          | -                              | -                              | -                              | -         | -         | -         | 2     | 0     |
| Sous-total            | Sous-total            | Sous-total            | 1           | 0           | 1               | 0               | -                 | -                 | -          | -          | -                              | -                              | -                              | -         | -         | -         | 2     | 0     |
| 1989-1990             | Rot-Weiss Essen       | 2. Bundesliga         | 20          | 0           | 1               | 0               | -                 | -                 | -          | -          | -                              | -                              | -                              | -         | -         | -         | 21    | 0     |
| 1990-1991             | Rot-Weiss Essen       | 2. Bundesliga         | 34          | 6           | 2               | 1               | -                 | -                 | -          | -          | -                              | -                              | -                              | -         | -         | -         | 36    | 7     |
| Sous-total            | Sous-total            | Sous-total            | 54          | 6           | 3               | 1               | -                 | -                 | -          | -          | -                              | -                              | -                              | -         | -         | -         | 57    | 7     |
| 1991-1992             | Hertha BSC Berlin     | 2. Bundesliga         | 30          | 5           | 1               | 0               | -                 | -                 | -          | -          | -                              | -                              | -                              | -         | -         | -         | 31    | 5     |
| 1992-1993             | Hertha BSC Berlin     | 2. Bundesliga         | 44          | 12          | 3               | 2               | -                 | -                 | -          | -          | -                              | -                              | -                              | -         | -         | -         | 47    | 14    |
| Sous-total            | Sous-total            | Sous-total            | 74          | 17          | 4               | 2               | -                 | -                 | -          | -          | -                              | -                              | -                              | -         | -         | -         | 78    | 19    |
| 1993-1994             | Werder Brême          | Bundesliga            | 29          | 5           | 5               | 0               | -                 | -                 | 1          | 0          | C1                             | 9                              | 2                              | Allemagne | 6         | 1         | 50    | 8     |
| 1994-1995             | Werder Brême          | Bundesliga            | 33          | 20          | 1               | 0               | -                 | -                 | 1          | 0          | C2                             | 4                              | 2                              | Allemagne | 5         | 0         | 44    | 22    |
| 1995-1996             | Werder Brême          | Bundesliga            | 30          | 11          | 3               | 1               | -                 | -                 | -          | -          | C3                             | 5                              | 3                              | Allemagne | 8         | 0         | 46    | 15    |
| Sous-total            | Sous-total            | Sous-total            | 92          | 36          | 9               | 1               | -                 | -                 | 2          | 0          | -                              | 18                             | 7                              | -         | 19        | 1         | 140   | 45    |
| 1996-1997             | Bayern Munich         | Bundesliga            | 27          | 8           | 3               | 0               | -                 | -                 | -          | -          | C3                             | 1                              | 0                              | Allemagne | 4         | 1         | 35    | 9     |
| 1997-1998             | Bayern Munich         | Bundesliga            | 22          | 5           | 5               | 2               | 1                 | 1                 | -          | -          | C1                             | 5                              | 1                              | Allemagne | 4         | 0         | 37    | 9     |
| 1998-1999             | Bayern Munich         | Bundesliga            | 27          | 5           | 4               | 1               | 2                 | 1                 | -          | -          | C1                             | 9                              | 4                              | Allemagne | 3         | 0         | 45    | 11    |
| 1999-2000             | Bayern Munich         | Bundesliga            | 2           | 0           | 0               | 0               | 1                 | 0                 | -          | -          | -                              | -                              | -                              | -         | -         | -         | 3     | 0     |
| Sous-total            | Sous-total            | Sous-total            | 78          | 18          | 12              | 3               | 4                 | 1                 | -          | -          | -                              | 15                             | 5                              | -         | 11        | 1         | 120   | 28    |
| 1999-2000             | 1. FC Kaiserslautern  | Bundesliga            | 18          | 1           | 0               | 0               | -                 | -                 | -          | -          | -                              | -                              | -                              | -         | -         | -         | 18    | 1     |
| 2000-2001             | 1. FC Kaiserslautern  | Bundesliga            | 21          | 4           | 1               | 1               | 2                 | 0                 | -          | -          | C3                             | 9                              | 2                              | -         | -         | -         | 33    | 7     |
| 2001-2002             | 1. FC Kaiserslautern  | Bundesliga            | 29          | 2           | 4               | 0               | -                 | -                 | -          | -          | -                              | -                              | -                              | -         | -         | -         | 33    | 2     |
| 2002-2003             | 1. FC Kaiserslautern  | Bundesliga            | 23          | 1           | 3               | 1               | -                 | -                 | -          | -          | CI                             | 2                              | 0                              | -         | -         | -         | 28    | 2     |
| Sous-total            | Sous-total            | Sous-total            | 91          | 8           | 8               | 2               | 2                 | 0                 | -          | -          | -                              | 11                             | 2                              | -         | -         | -         | 112   | 12    |
| 2003-2004             | Al-Rayyan SC          | Division 1            | 0           | 0           | 0               | 0               | -                 | -                 | -          | -          | -                              | -                              | -                              | -         | -         | -         | 0     | 0     |
| Total sur la carrière | Total sur la carrière | Total sur la carrière | 390         | 85          | 37              | 9               | 6                 | 2                 | 2          | 0          | -                              | 44                             | 14                             | -         | 30        | 2         | 509   | 112   |